# ГРЭС имени Красина
Государственная районная электростанция имени Л. Красина (ГРЭС им. Красина; азерб. L. Krasin adına Dövlət Rayon Elektrik Stansiyası, Krasin adına DRES) — электростанция в городе Баку, в Азербайджане, действовавшая в первой половине XX века. До 1923 года называлась Биби-Эйбатской электростанцией. В настоящее время в здании электростанции расположен Музей каменной летописи. 

## История

### Период Российской империи
Строительство началось в 1900 году. Строительство электростанции осуществляло акционерное общество «Электрическая сила».
Роберт Классон, которому было поручено строительство электростанций в Белом городе (части Баку, отличной от чёрного города) и Биби-Эйбате, пригласил Леонида Красина руководить строительством Биби-Эйбатской электростанции. 
По воспоминаниям Красина, при строительстве значительная часть Баиловской горы была сброшена в море, за счёт чего была расширена площадь участка для строительства большого здания электростанции и нескольких других построек.  
Электростанция введена в эксплуатацию в 1901 году. 
Электростанция обеспечила электрической энергией Биби-Эйбатские нефтяные промыслы. Первым директором электростанции стал Красин, занимавший эту должность до 1904 года.

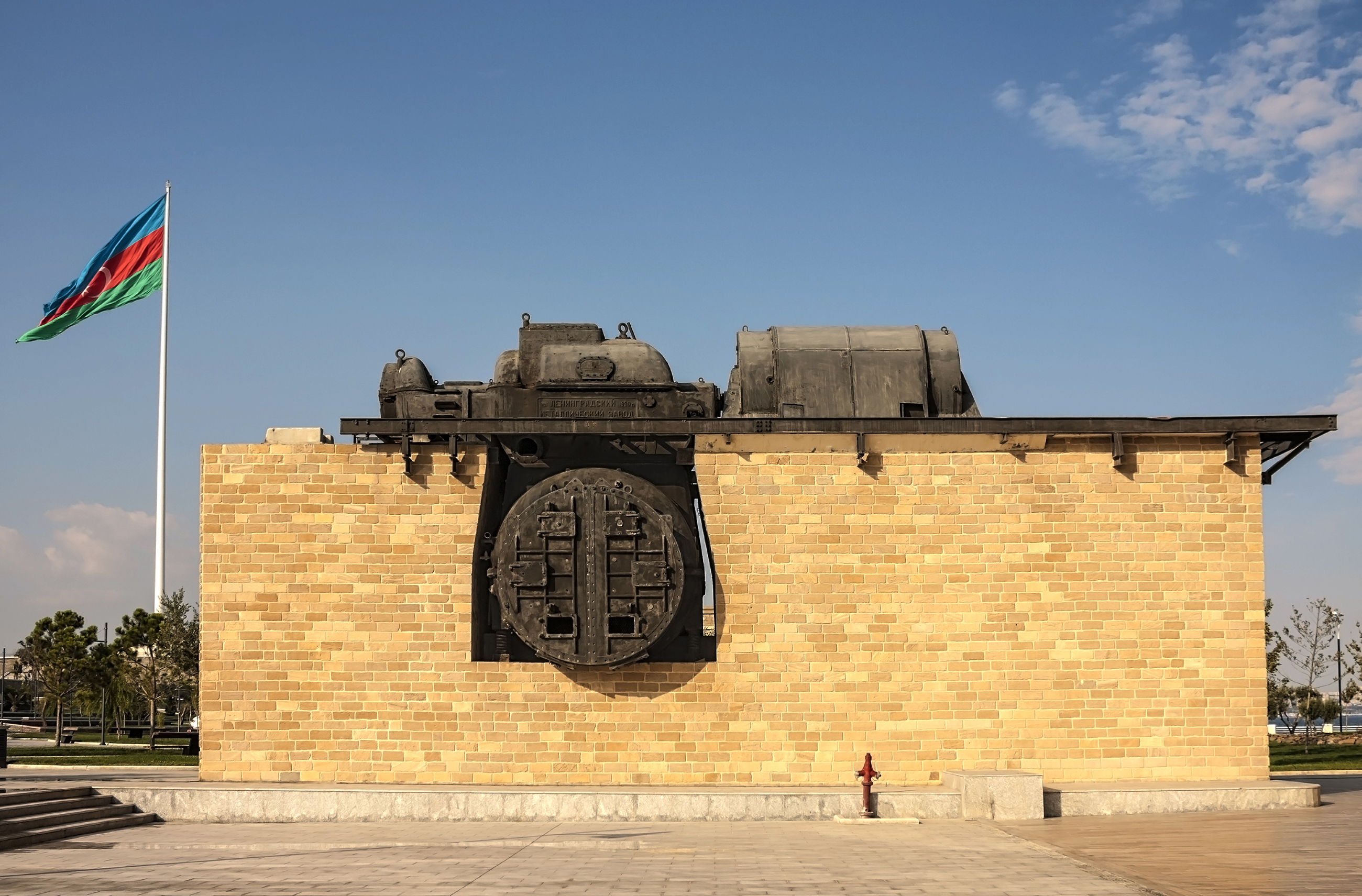
Силовая установка, сохранённая в качестве экспоната на территории бывшей электростанции

В 1906 году на электростанции была установлена первая в Российской империи паровая турбина. 
В 1914 году между Биби-Эйбатской и Белогородской электростанциями была проложена 20 кВ линия электропередачи, что считается датой начала создания энергетической системы в Азербайджане. В 1915—1917 годах электростанция являлась крупнейшей в Российской империи и одной из самых эффективных в Европе.

### Подпольное движение
Сформированная на электростанции Красиным подпольная организация активно участвовала в революционном движении в Баку, что превратило электростанцию в опорную базу движения. По словам Красина, «В скором времени, чуть ли ни всё наличное ядро бакинской социал-демократической организации очутилось на электростанции в тех или иных служебных ролях». На электростанции работали такие революционеры как М. А. Азизбеков, С. Я. Аллилуев, А. С. Енукидзе, В. А. Шелгунов и другие. В 1905 году здесь состоялись собрание Бакинского Комитета РСДРП и общебакинская конференция.

### Период Азербайджанской ССР
После установления в Азербайджане советской власти станция была национализирована и включена в состав треста Азнефть. В результате проведённой модернизации мощность электростанции выросла с 10 800 кВт (1914 г.) до 92 600 кВт (1939 г.). 
До 1941 года ГРЭС производила около 40% потребляемой в Азербайджане электроэнергии. В послевоенный период была проведена автоматизация основных процессов. Было установлено 4 котлоагрегата и 3 турбины. В 1962 году ГРЭС было присвоено звание «Предприятие коммунистического труда».
Электростанция являлась одной из старейших на территории СССР.